# Фёдоров, Илья Сергеевич (волейболист)
Илья Сергеевич Фёдоров (род. 1 августа 2002, Новочебоксарск) — российский волейболист. Либеро волейбольного клуба «Зенит-Казань».

## Достижения
В клубах
- Чемпион России (2023,2024)
- Обладатель Кубка России (2021, 2023)
- Бронзовый призёр чемпионата России (2022)
- Победитель всероссийской Спартакиады (2022)
- Обладатель Кубка России (2022)

В сборных
- Серебряный призёр чемпионата мира среди молодёжи U-19 (2019)
- Бронзовый призёр европейского юношеского олимпийского фестиваля (2019)
- Чемпион Европы среди молодёжи U-21 (2020)

Индивидуальные
- Лучший либеро чемпионата мира среди молодёжи U-19 (2019)
- Лучший либеро чемпионата Европы среди молодёжи U-21 (2020)
- MVP Кубка России (2023)